# Ляда (река)
Ляда — река в Тамбовской области России, правый приток реки Лесной Тамбов. Длина реки 24 км, площадь бассейна 166 км². Протекает в лесах к востоку от Тамбова.
Исток в 5 км к северо-западу от села Столовое в Тамбовском районе. От истока течёт немного на запад, далее течёт почти на юг. В низовьях протекает через посёлок Новая Ляда. Ниже посёлка течёт по Рассказовскому району. Впадает в Лесной Тамбов по правому берегу в 25 км от его устья и в 3,5 км выше Котовского водохранилища. Высота устья — 126 м над уровнем моря. Уклон реки — 1,7 м/км.
Имеется пруд на реке в посёлке.
Основной приток — Талинка (длина 11 км, впадает в устьевой части слева).
В бассейне также расположены посёлки Военсовхоз «Новая Ляда», Рада, Заря.
В Новой Ляде реку пересекают автомобильная и железная дороги Тамбов — Саратов.

## Данные водного реестра
По данным государственного водного реестра России относится к Окскому бассейновому округу, водохозяйственный участок реки — Цна от истока до города Тамбов, речной подбассейн реки — Мокша. Речной бассейн реки — Ока.
Код объекта в государственном водном реестре — 09010200212110000028908.